# Sheryl Crow
Sheryl Suzanne Crow (* 11. února 1962 Kennett, Missouri) je americká zpěvačka, kytaristka a devítinásobná držitelka prestižní hudební ceny Grammy. Její hudba balancuje na pomezí blues rocku, country, popu a folku. Věnuje se také politické činnosti.

## Život
Narodila se ve městečku Kennett ve státě Missouri. Její rodiče byli členové místního hudebního big bandu. Její otec právník, hrál na trubku. Po studiích na University of Missouri pracovala jako učitelka hudby na základní škole. Později se přestěhovala na předměstí St. Louis, aby byla blíže svému někdejšímu snoubenci. Kromě pedagogického zaměstnání hrála ve volných chvílích ve skupinách se kterými o víkendech vystupovala. V St. Louis také potkala hudebního producenta Jay Olivera, který ji začal pomáhat.
V roce 1992 nahrála své debutové album, jehož producentem byl Phil Collins. Očekávané datum vydání bylo 22. září 1992, ale nakonec album odmítla nahrávací společnost vydat. Nicméně pár kazet se dostala k hudebním publicistům a posluchačům. Album se stalo velmi oblíbené hlavně u internetových posluchačů. Následně během jazzové session se souhlasem účastníků se podruhé pokusila vydat své debutové album, které nazvala Tuesday Night Music Club. Mnoho písní na tomto albu napsali její přátelé, včetně druhého singlu alba, Leaving Las Vegas. Na jaře 1994 byl vydán druhý singl All I Wanna Do, který se stal hitem. V tomto roce získala také tři ceny Grammy.
V roce 1996 vyšlo její druhé řadové album nazvané jednoduše Sheryl Crow. Album bylo o něco temnější. V textech zpívala o politice, potratech, bezdomovcích a nukleární válce. Singl If It Makes You Happy se stal obrovským hitem a vynesl Sheryl dvě ocenění Grammy. O rok později v roce 1997 byla nominována na cenu Grammy za singl k filmu o Jamesi Bondovi.
V roce 1998 vydala své další album nazvané The Globe Session. Během tohoto období podle pozdějších rozhovorů procházela hlubokou depresí. Hodně se tehdy spekulovalo o jejím vztahu s Ericem Claptonem. Album The Globe Session vyhrálo cenu Grammy v kategorii Nejlepší rockové album. V roce 1999 natočila také svůj první film The Minus Man. Na téhož roku vydala své první živé album nazvané Sheryl Crow and Friends: Live From Central Park, na kterém si zazpívala se svými kolegy, například s Dixie Chicks nebo Erikem Claptonem. Píseň There Goes the Neighborhood, která se na albu objevila získala opět ocenění Grammy.
Když roce 2002 zemřela její přítelkyně Sharon Monsky, tak ji na pohřbu zazpívala píseň Be Still My Soul, která později vyšla i jako singl. Vydala i další úspěšné album nazvané C'mon, C'mon. Její další album Wildflower vyšlo v roce 2005 a debutovalo na druhém místě v Spojených státech amerických. Album přijalo smíšené recenze a nedočkalo se úspěchů předešlých alb.
Po bezmála tříleté odmlce vydala v únoru 2008 šesté studiové album Detours. Album se hemží odkazy na soukromý život zpěvačky – adopce syna, boj s rakovinou, rozpad vztahu s Lancem Armstrongem. Sheryl posluchači odkrývá své nejniternější pocity a podle ohlasů kritiky je album úspěšné.

### Vztah s Lancem Armstrongem
Na cyklistické slavnosti v roce 2003 se potkala s cyklistou Lancem Armstrongem. Brzy na to se sblížili a svůj vztah veřejnosti oznámili v roce 2005. Během jejich vztahu partnera doprovázela téměř na všech závodech, včetně Tour de France. Vztah oficiálně ukončili v únoru 2006, kdy v prohlášení požádali média, aby respektovali jejich soukromí.
V roce 2003 se ostře postavila proti válce v Iráku. Nosila triko s nápisem „Nevěřím ve vaši válku, pane Bushi.“
V únoru 2006 jí byl diagnostikován karcinom prsu. Onemocnění bylo objeveno včas a tak se Sharyl Crow zcela vyléčila.

## Diskografie
- Tuesday Night Music Club (1993)
- Sheryl Crow (1996)
- The Globe Session (1998)
- Sheryl Crow and Friends: Live from Central Park (1999)
- C'mon C'mon (2002)
- The Very Best of Sheryl Crow (2003)
- Wildflower (2005)
- Detours (2008)
- 100 Miles from Memphis (2010)
- Feels Like Home (2013)
- Be Myself (2017)
- Threads (2019)
- Evolution (2024)